# الکس فلچر (بازیکن فوتبال)
الکس فلچر (انگلیسی: Alex Fletcher؛ زادهٔ ۹ فوریهٔ ۱۹۹۹) بازیکن فوتبال اهل بریتانیا است.
از باشگاه‌هایی که در آن بازی کرده‌است می‌توان به باشگاه فوتبال پلیموث آرگیل اشاره کرد.